# Monestir de Djvari
El monestir de Djvari (georgià: ჯვარი, Djvari, o més concretament ჯვრის მონასტერი, Djvris Monàsteri, que significa 'monestir de la Creu') és un monestir ortodox de Geòrgia del segle vi, situat a prop de la ciutat de Mtskheta, a la part oriental del país. Juntament amb altres monuments històrics de Mtskheta, va ser declarat Patrimoni de la Humanitat per la UNESCO el 1994, en la 18a sessió.

## Història
El monestir de Djvari es troba al cim d'una muntanya rocosa situada en la confluència dels rius Kura i Aragvi, amb vistes a la ciutat de Mtskheta, que va ser antigament la capital del Regne caucàsic d'Ibèria.
Segons els relats tradicionals, al principi del segle iv santa Nina, una dona evangelista acreditada per haver convertit el rei Mirian III d'Ibèria al cristianisme, hauria erigit en aquesta ubicació una gran creu de fusta, a l'indret que abans ocupava un temple pagà. La creu va ser suposadament capaç de fer miracles i per això va atreure pelegrins de tot el Caucas. Després (ca. 545) es va erigir una petita església sobre les restes de la creu de fusta, coneguda com la «Petita Església de Djvari».
S'accepta en general que l'edifici actual, o «Gran Església de Djvari», es va construir entre el 590 i el 605 per Erismtavari Stepanoz I. Això es basa en les inscripcions de Djvari de la façana, que esmenten els principals constructors de l'església: «el patrici Step'anoz», «l'hypatos Demetri» i «l'hypatos Adrnerses». El professor Cyril Toumanoff està d'acord amb aquest punt de vista, identificant-los respectivament amb Esteve II, Demetre (germà d'Esteve I) i Adarnases II (fill d'Esteve II).
La importància del conjunt de Djvari va augmentar amb el temps i va atreure molts pelegrins. A la fi de l'edat mitjana, el complex va ser fortificat amb un mur de pedra i un portal, les restes del qual encara sobreviuen. Durant el període soviètic, l'església es va conservar com a monument nacional, però l'accés es va veure dificultat per les fortes mesures de seguretat causades per l'existència d'una base militar propera. Després de la independència de Geòrgia, l'edifici va ser restaurat per a ús religiós actiu. Djvari va ser inclòs per la UNESCO en el Patrimoni de la Humanitat el 1994, juntament amb altres monuments històrics de Mtskheta.
Tanmateix, al llarg dels segles els edificis van patir danys per la pluja, l'erosió del vent i per un manteniment inadequat. Djvari va ser inclòs en la llista del 2004 de Monuments en perill.

## Arquitectura

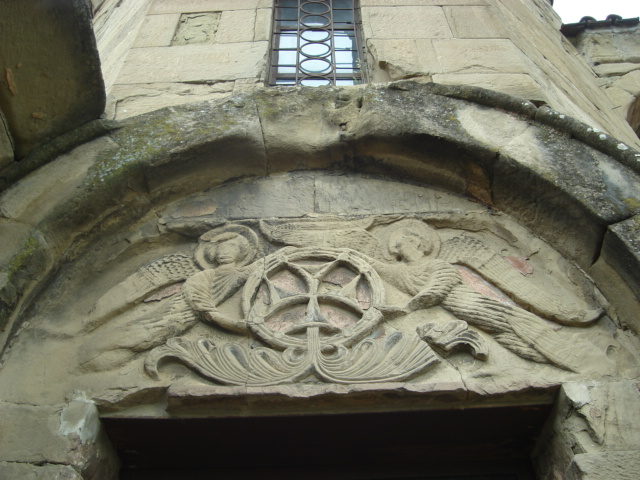
Ascensió de la Creu, baix relleu del monestir de Djvari, a l'entrada sud

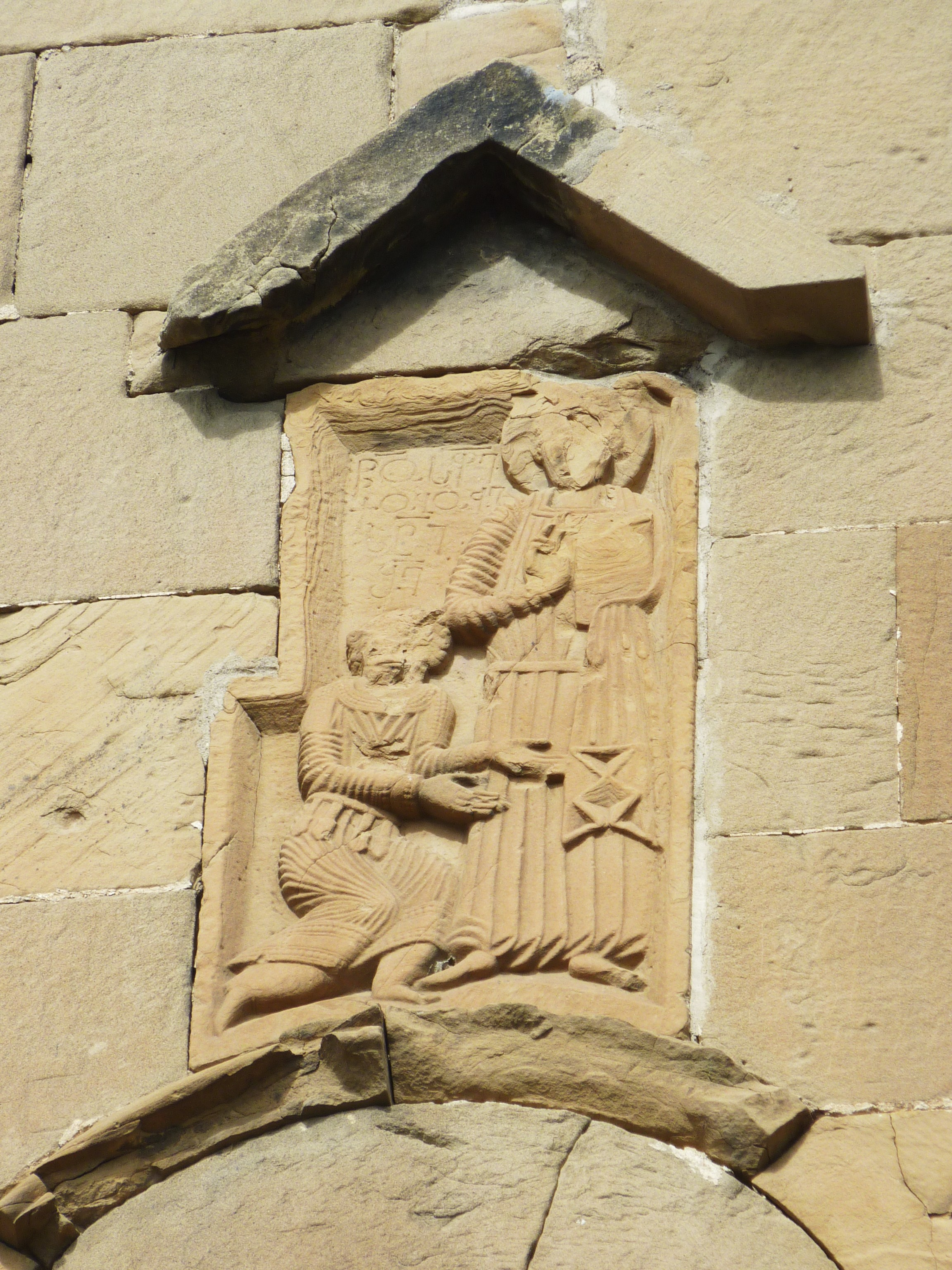
Escultura sobre el portal del monestir

El predecessor immediat d'aquest temple és la catedral de Ninotsminda; a Djvari es desenvolupa i artísticament es completa la composició de Ninotsminda. L'església de Djvari és un exemple primerenc d'església de quatre absis coberta amb cúpula de quatre petxines. Entre els quatre absis hi ha nínxols cilíndrics de tres quarts que estan oberts a l'espai central, i la transició del buit central quadrada a la base del tambor de la cúpula es realitza mitjançant tres files de petxines. El nucli de la planta de l'edifici, com de costum, és un quadrat, amb una cúpula que domina tot l'espai interior, determina totes les altres formes i proporcions en aquest espai arquitectònic.
Aquest disseny d'església de «quatre absis, quatre nínxols» es troba en l'arquitectura de Geòrgia, Armènia i l'Albània del Caucas, i es coneix sovint com una «planta de tipus Hripsime», pel seu millor exemple conegut, l'església de Santa Hripsime d'Armènia. L'església de Djvari va tenir un gran impacte en el desenvolupament de l'arquitectura georgiana i va servir com a model per a moltes altres esglésies.
Les seves façanes externes es decoren amb variades escultures en baix relleu, amb influències hel·lenístiques i sassànides, algunes de les quals van acompanyades d'inscripcions explicatives en alfabet georgià asomtavruli. El timpà d'entrada de la façana sud està adornat amb un relleu de l'Exaltació de la Creu, i a la mateixa façana també es mostra una Ascensió de Crist. Encara que l'edifici no és gran (l'alçada no excedeix de 25 m), deixa una impressió monumental.
La incertesa sobre la data de construcció de l'església ha assumit connotacions nacionalistes a Geòrgia i Armènia, amb el premi de ser la nació que pot presumir d'haver inventat la forma de «església de quatre absis, amb quatre nínxols».

## Galeria

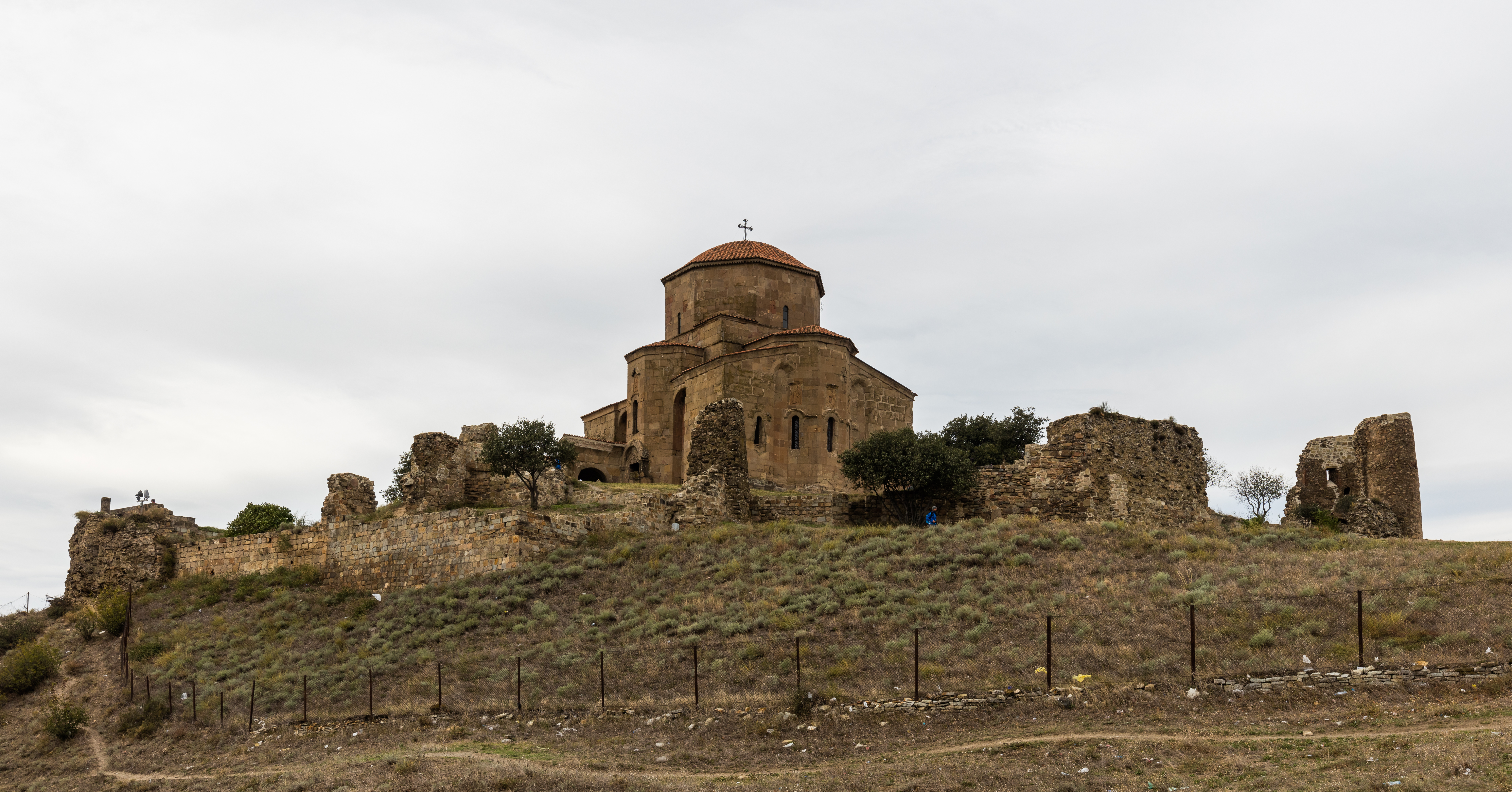
Vista general
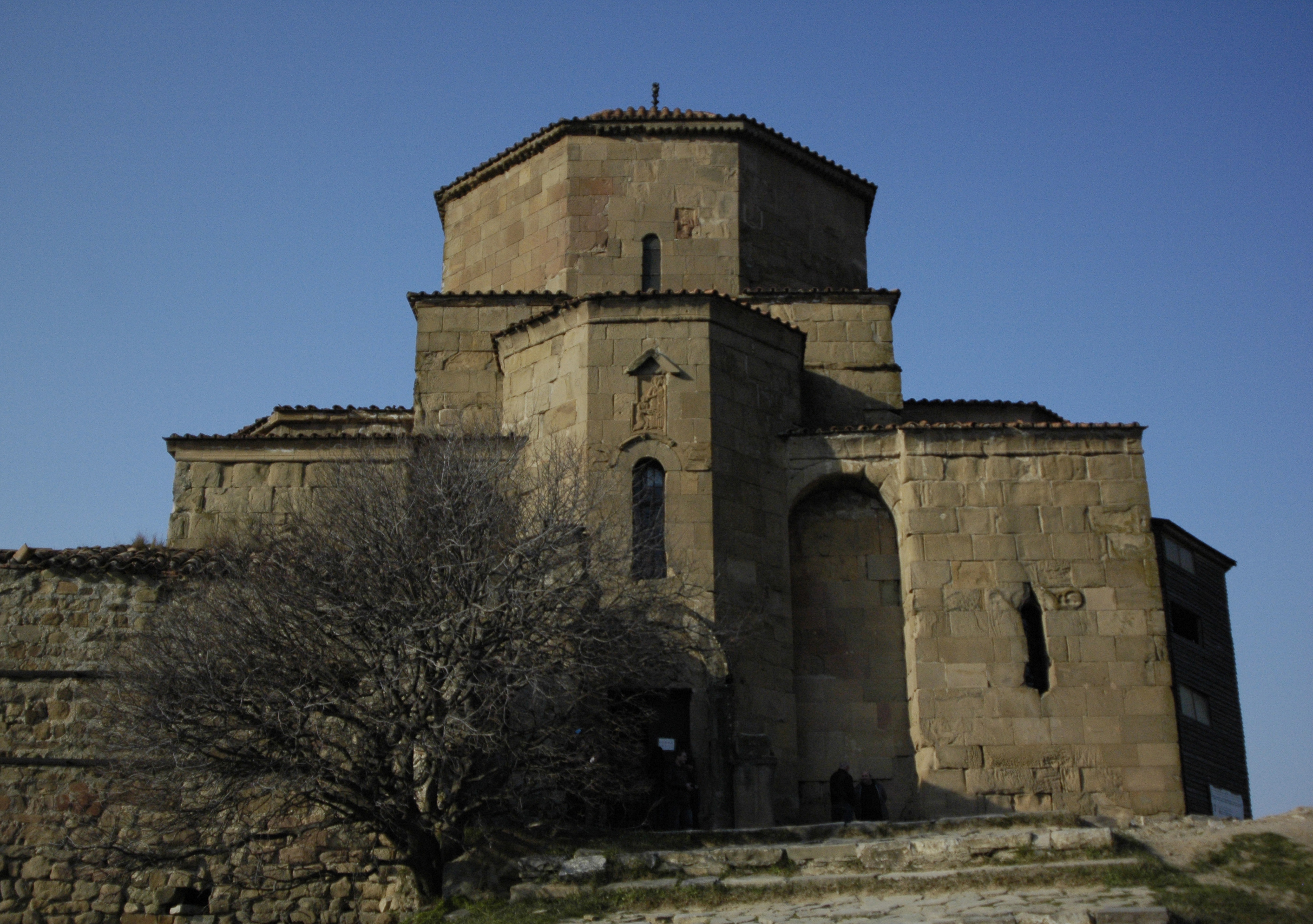
Vista des del sud
Pedra tallada en relleu en la paret externa sud
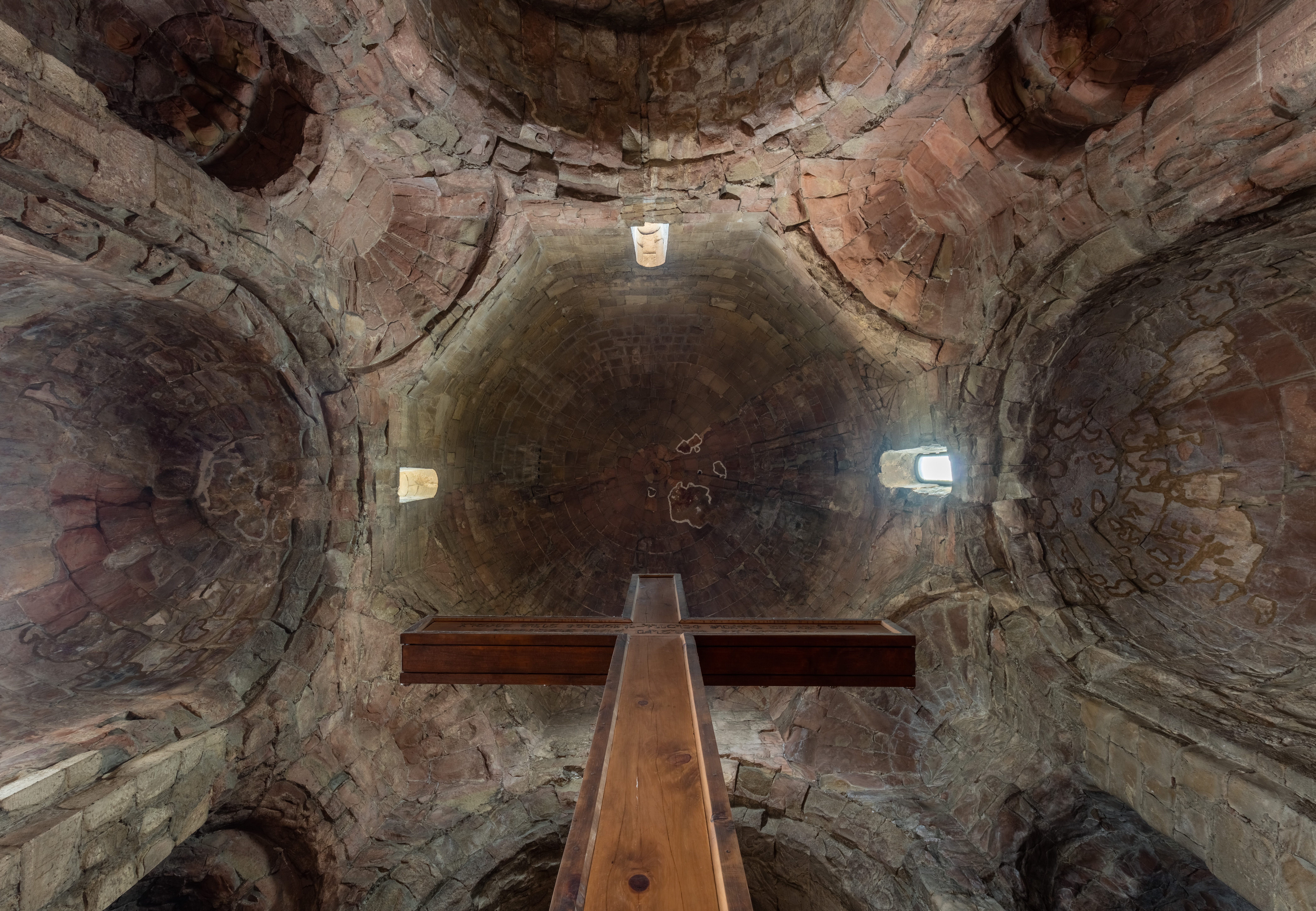
Vista interior amb una gran creu de fusta
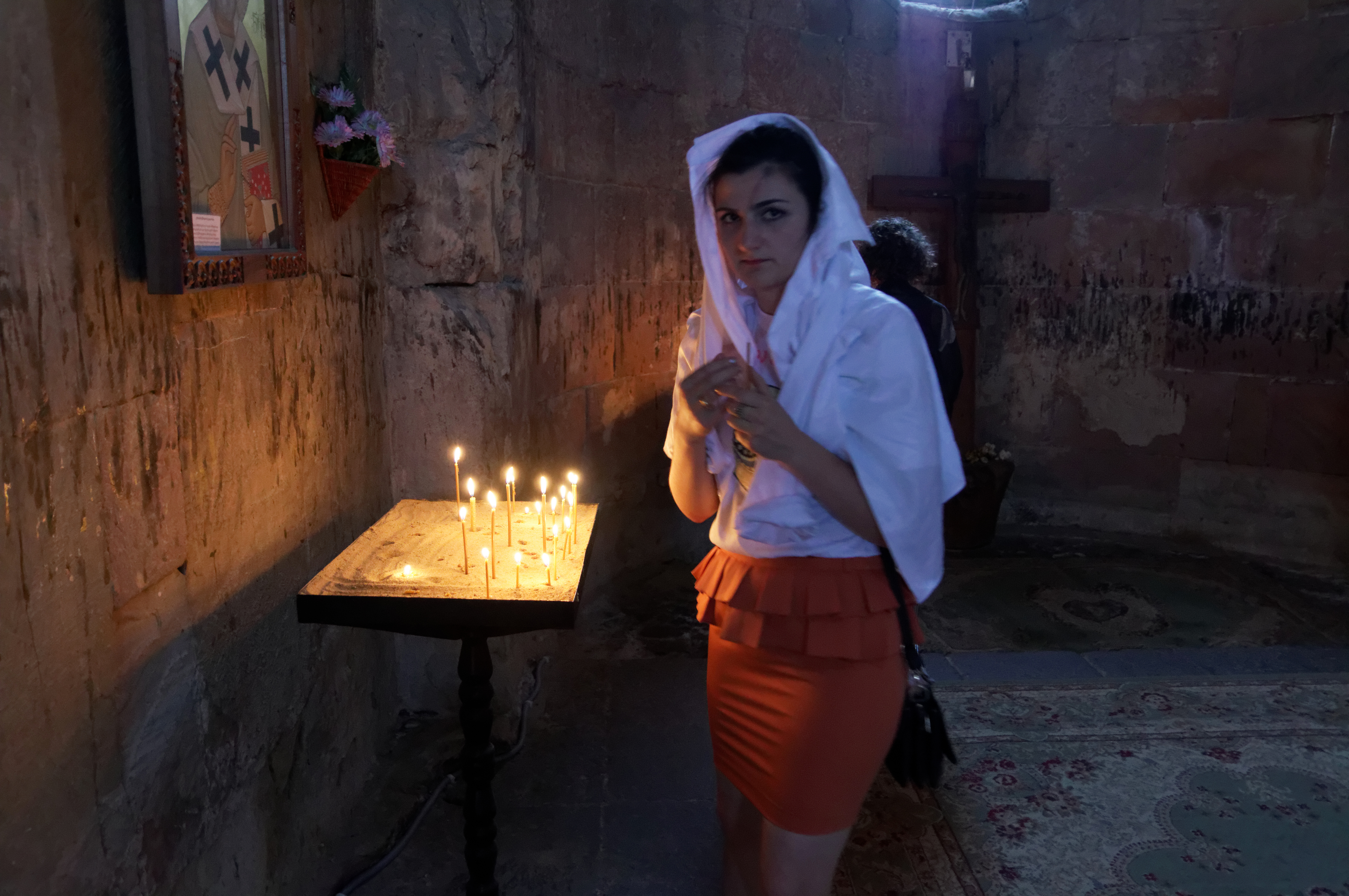
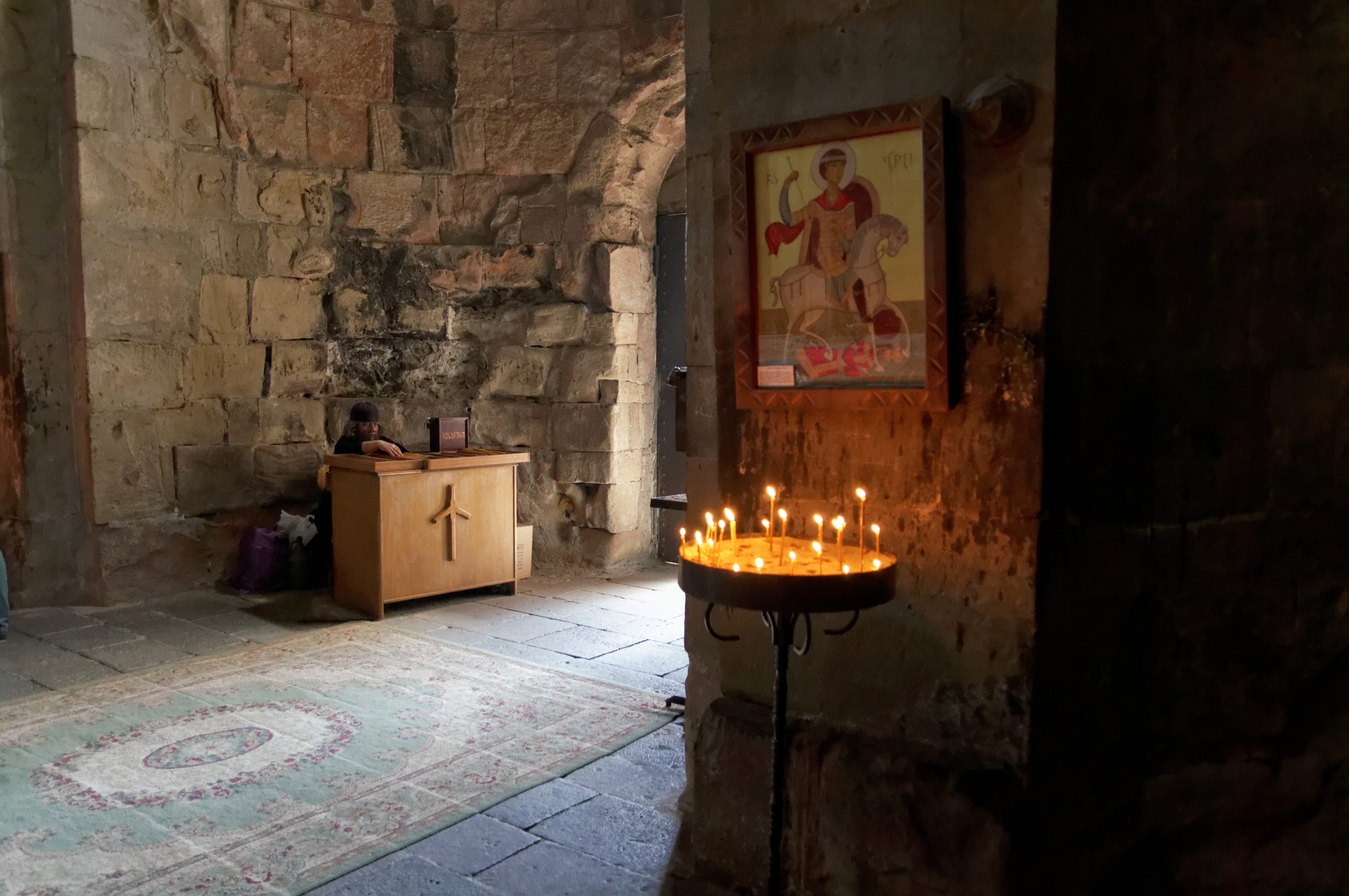